# Eduard Pancerzanski
Eduard Samuiłowicz Pancerzanski (ros. Эдуард Самуилович Панцержанский; ur. 12 października 1887 w Lipawie, zm. 26 września 1937) – radziecki dowódca wojskowy, flagman floty I rangi (22 listopada 1935).

## Życiorys
Urodzony w rodzinie biednego szlachcica polskiego. Uczył się w Politechnice Ryskiej. Ukończył Korpus Morski w 1910, w 1913 mianowany do stopnia oficerskiego. Służył we Flocie Bałtyckiej. Walczył w I wojnie światowej na M. Bałtyckim jako pomocnik dowódcy na niszczycielu Grom. W 1916 zakończył kursy minerów morskich. Miner flagowy Oddziału Okrętów Płaskodennych - lejtnant. W lutym 1918 wybrany na dowódcę Oddziału Okrętów Płaskodennych M. Bałtyckiego. Od listopada 1918 dowódca Oneżskiej Flotylli Wojennej. dowodził kilkoma operacjami przeciwko białym i Finom. Od 1920 dowódca obrony Zalewu Kolskiego, dowódca Sił morskich Morza Kaspijskiego, od listopada dowódca Floty Czarnomorskiej, od kwietnia 1921 pomocnik ds morskich dowódcy Sił Zbrojnych Ukrainy i Krymu. Od listopada 1921 do 1924 dowódca Marynarki Wojennej Ukrainy, a od kwietnia do grudnia 1924 dowódca Marynarki Wojennej ZSRR. W latach 1925–1926 dowódca Floty Czarnomorskiej. Od 1926 w centralnym aparacie Marynarki Wojennej ZSRR, starszy wykładowca Akademii Sztabu Generalnego Sił Zbrojnych ZSRR. Od listopada 1926 członek Stałej Rady przy Radzie Wojskowej ZSRR. W marcu 1937 roku wyznaczony naczelnikiem wydziału morskiego i starszym wykładowcą katedry na Wojskowej Akademii Sztabu Generalnego Sił Zbrojnych ZSRR.
Aresztowany 13 czerwca 1937 roku. 12 października tego roku sądzony przez Kolegium Wojskowe Sądu Najwyższego ZSRR, skazany na karę śmierci i rozstrzelany tego samego dnia. Wyrok wykonano na miejscu egzekucji Kommunarka pod Moskwą. Rehabilitowany postanowieniem Trybunału Wojskowego Sądu Najwyższego ZSRR z 1956 roku.

## Odznaczenia
- Order Czerwonego Sztandaru